# John Shadegg
John Barden Shadegg, född 22 oktober 1949 i Phoenix, Arizona, är en amerikansk republikansk politiker. Han var ledamot av USA:s representanthus 1995–2011.
Fadern Steve Shadegg var Barry Goldwaters kampanjchef i senatsvalen 1952 och 1958. John Shadegg gick i skola i Camelback High School i Phoenix och studerade vid University of Arizona. Han avlade 1972 grundexamen och 1975 juristexamen. Han arbetade sedan som advokat i Arizona.
Kongressledamot Jon Kyl kandiderade till USA:s senat i senatsvalet 1994 och vann valet. Shadegg besegrade Trent Franks i republikanernas primärval inför kongressvalet. Han besegrade sedan demokraten Carol Cure i själva kongressvalet med 60% av rösterna mot 36% för Cure. Han efterträdde Kyl som kongressledamot i januari 1995. Shadegg omvaldes sju gånger och efterträddes 2011 av Ben Quayle.